# フロリモン＝クロード・ド・メルシー＝アルジャントー
メルシー＝アルジャントー伯爵フロリモン＝クロード（フランス語: Florimond Claude, comte de Mercy-Argenteau、1727年4月20日 - 1794年8月25日）は、ハプスブルク帝国の外交官。

## 生涯
メルシー＝アルジャントー伯爵アントワーヌ（1692年 - 1767年）の息子として生まれた。オーストリアの外交官になり、パリでヴェンツェル・アントン・フォン・カウニッツ侯爵の部下として経験を積んだ。その後、トリノ、サンクトペテルブルク、パリ（1766年以降）駐在オーストリア大使を相次いで務めた。パリ駐在大使としては最初に仏墺同盟の強化を図り、1770年にフランス王国の王太子ルイとハプスブルク皇女マリー・アントワネットの間で政略結婚がなされたことで結実した。さらに1774年に王太子ルイがルイ16世としてフランス国王に即位すると、メルシー＝アルジャントー伯はフランス宮廷で絶大な影響力を誇るようになった。フランス革命が勃発すると、彼はまずエティエンヌ＝シャルル・ド・ロメニー・ド・ブリエンヌを、続いてジャック・ネッケルを支持した。1792年、オーストリア領ネーデルラント駐在特命公使に就任した。フランス革命への対策については、最初は中道政策を支持したが、後にフランスへの宣戦布告を支持した。1794年7月、イギリス駐在オーストリア大使に任命されたが、ロンドンに到着した数日後に死去した。

## 評価
ブリタニカ百科事典第11版はメルシー＝アルジャントー伯爵が経験のおかげでオーストリア領ネーデルラントの「かなり成功した統治者」だったとした。